# 알슈피스

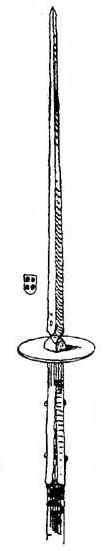

알슈피스는 독일어로 '찌르기 송곳창'이라는 의미다. 이 의미는 올 파이크와 동일하다. 전체 길이의 반 정도를 차지하는 금속제 창은 사각의 송곳 모양이며 끝이 날카롭고 적을 완벽하게 찌를 수 있다. 알슈피스는 어느 한 지방에서만 사용되지 않았던 올 파이크가 발전한 모양이지만, 올 파이크보다 더 알려져서 많이 제작되었던 보급형이라고 할 수 있다. 원형 키용이 달려 있으며 전체 길이는 짧은 편으로 1.2~1.8m이며 무게는 1.5~2kg 가량이다.
알슈피스는 순수한 보병간의 접근전용 무기로 알려져 있으며 기사들간의 토너먼트 시합에도 사용되었다. 적을 찌르거나 공격을 막는 등 사용법이 다양하다.

## 역사와 세부내용
알슈피스는 손잡이가 짧은 올 파이크라고 할 수 있다. 이는 손잡이를 짧게 만들어 접근전에서 쉽게 사용할 수 있도록 하기 위함이었다. 손잡이는 목제이며 무두질한 가죽을 나선형으로 감쌌다. 커다란 원형 키용은 도검과 마찬가지로 전투에서 자신의 주먹을 보호하려고 있는 것이다. 15세기 중엽에 등장했는데, 처음에는 외관이 멋있기만 할 뿐 별 도움이 되지 않는다고 하여 환영받지 못했지만, 신성 로마 제국의 육군 무기 제조공장에서 1497년에서 1500년까지 계속 생산해냈다. 이 무기는 보헤미아 지방의 병사들이 애용했고, 알슈피스야말로 그들의 대표적인 무기였다. 또한 같은 시대 유럽 기사들의 백병전용 무기로 그 명성을 드높였다.

## 같이 보기
- 고덴닥